# Microcos peekelii
Microcos peekelii är en malvaväxtart som beskrevs av Karl Ewald Maximilian Burret. Microcos peekelii ingår i släktet Microcos och familjen malvaväxter. Inga underarter finns listade i Catalogue of Life.